# Eufronio di Autun
Eufronio (... – Autun, V secolo) è stato vescovo di Autun nel V secolo, venerato come santo dalla Chiesa cattolica.
Sono diverse le testimonianze storiche relative al vescovo Eufronio di Autun, il cui episcopato è documentato dal 452 al 475:
- secondo la testimonianza di Gregorio di Tours nella sua Historia Francorum, Eufronio, presbitero proveniente dal ceto dei senatori, costruì una basilica sulla tomba di San Sinforiano e contribuì ad abbellire la tomba di san Martino di Tours;[1] morì a 70 anni, dopo 17 di episcopato, e fu sepolto nella basilica di San Martino;[2]
- la Cronaca di Idazio riferisce di una lettera che nel 452 Eufronio scrisse al conte Agrippino circa alcuni fenomeni celesti che si sarebbero verificati a Pasqua di quell'anno;[3]
- di Eufronio si possiede inoltre una lettera che scrisse, assieme a san Lupo di Troyes, in risposta ad una lettera di Talasio di Angers su questioni di liturgia e di disciplina ecclesiastica;[4] la lettera è databile ad un periodo di poco posteriore al 453, anno in cui Talasio divenne vescovo di Angers;[5]
- Eufronio fu poi corrispondente di Sidonio Apollinare, di cui si conservano lettere a lui indirizzate datate al 472 e al 475, dalle quali si evince che il vescovo di Autun fu coinvolto nelle elezioni dei vescovi di Chalon (Giovanni) e di Bourges (Simplicio);
- infine prese parte ad un concilio celebrato ad Arles nel 474 o 475 dove il prete Lucido di Riez fu costretto a ritrattare le sue idee, ritenute eterodosse, sulla predestinazione.[6]

Eufronio fu sepolto nell'abbazia di San Sinforiano e la sua commemorazione è ricordata il 3 agosto nel martirologio geronimiano.
L'odierno Martirologio Romano, riformato a norma dei decreti del concilio Vaticano II, ricorda il santo vescovo con queste parole: